# Tetci
Tetci (łac. Diocesis Tetcitanus) – stolica historycznej diecezji we Cesarstwie rzymskim w prowincji Byzacena, współcześnie w Tunezji. Obecnie katolickie biskupstwo tytularne.

## Biskupi
| Lp. | Biskup                   | Funkcja                                    | Od                   | Do              |
| --- | ------------------------ | ------------------------------------------ | -------------------- | --------------- |
| 1   | James Collins            | biskup-prałat Miracema do Norte (Brazylia) | 15 sierpnia 1967     | 26 maja 1978    |
| 2   | Ladislau Biernaski       | biskup pomocniczy Kurytyby (Brazylia)      | 19 kwietnia 1979     | 6 grudnia 2006  |
| 3   | Paulinus Ezeokafor       | biskup pomocniczy Awka (Nigeria)           | 20 stycznia 2007     | 8 lipca 2011    |
| 4   | Fernando Ramos           | biskup pomocniczy Santiago (Chile)         | 1 lutego 2014        | 27 grudnia 2019 |
| 5   | José Manuel Garza Madero | biskup pomocniczy Monterrey (Meksyk)       | 18 października 2020 |                 |